# Kanton Colmar-2
Colmar-2 is een op 22 maart 2015 gevormd kanton van het Franse departement Haut-Rhin. Het kanton maakt deel uit van het arrondissement Colmar-Ribeauvillé

## Geschiedenis
Het kanton werd samengesteld uit 12 gemeenten van het op dezelfde dag opgeheven kanton Andolsheim, de gemeente Sainte-Croix-en-Plaine van het eveneens op die dag opgeheven kanton Colmar-Sud en een deel van de stad Colmar.
Op 1 januari 2016 fuseerden Holtzwihr en Riedwihr tot de commune nouvelle Porte du Ried.

## Gemeenten
Het kanton omvat de volgende gemeenten:
- Andolsheim
- Baltzenheim
- Bischwihr
- Colmar (hoofdplaats - oostelijk deel)
- Grussenheim
- Horbourg-Wihr
- Houssen
- Jebsheim
- Muntzenheim
- Porte du Ried
- Sainte-Croix-en-Plaine
- Sundhoffen
- Wickerschwihr